# CNN Séries Originais
CNN Séries Originais é um programa jornalístico semanal brasileiro produzido e apresentado pela CNN Brasil que ia ao ar nas noites de quinta. O programa foi ancorado por Evaristo Costa direto de Londres e será apresentado por Elisa Veeck a partir da 2ª temporada em 2022, inspirado no formato da CNN americana, apresenta documentários sobre vários temas alternando entre produções brasileiras e conteúdo exclusivo da CNN Internacional.

## História

### Anúncio
CNN Séries Originais foi o primeiro programa integrante da grade de programação da CNN Brasil com nome e horário divulgado em janeiro de 2020. A intenção da emissora ao iniciar suas transmissões em 15 de março de 2020, era estrear o programa de reportagens no domingo seguinte, 22 de março, no entanto em meio a cobertura especial da propagação da pandemia da COVID-19, optou a emissora por adiar a estreia do programa.

### Programa semanal
Sua estreia foi remarcada para 31 de maio de 2020, em nova faixa de horário diferente da proposta anteriormente, às 19 horas.
Em 6 de maio de 2021, como parte das mudanças na programação do canal, o programa mudou de dia e horário, sendo exibido agora às quintas-feiras, às 22h30. Além disso, a duração do programa foi reduzida para 1 hora. No dia 6 de setembro do mesmo ano, foi anunciado que o programa deixaria de ser exibido na programação da CNN e o apresentador Evaristo Costa foi demitido.

### Formato de temporadas
Em dezembro de 2021, a CNN Brasil anunciou uma nova temporada do programa em 2022 com apresentação da jornalista Elisa Veeck. A temporada foi intitulada "Vinhos de Portugal: Tradição e Tecnologia" e contou com quatro episódios.
Em dezembro de 2023, a emissora anunciou uma terceira temporada, com estreia prevista para 2024 e apresentação de Muriel Porfiro. A série, de quatro episódios, foi exibida entre 9 e 30 de março de 2024, aos sábados.

## Apresentadores
| Evaristo Costa |
| Elisa Veeck    |
| Muriel Porfiro |

## Ligações Externas
- «Site oficial da CNN Brasil»